# The Railway Series
The Railway Series, deutsch: Die Eisenbahnserie, ist eine britische Buchreihe von Reverend Wilbert Vere Awdry über die Eisenbahnen der fiktiven Insel Sodor. Sie ist bekannt als die literarische Vorlage für die Fernsehserie Thomas, die kleine Lokomotive & seine Freunde sowie das Musical Starlight Express von Andrew Lloyd Webber.
Die Reihe hat 26 Bücher, die von Wilbert Awdry in den Jahren 1945–1972 geschrieben wurden, sowie 16 weitere, die von 1983 bis 2011 von seinem Sohn Christopher Awdry herausgebracht wurden. Insgesamt erschienen 42 Bände. Alle Bücher bestehen aus vier Geschichten (die einzige Ausnahme bildet Henry the Green Engine, das aus fünf Geschichten besteht).
Nahezu alle Geschichten basieren auf Ereignissen, die sich auf echten Eisenbahnen abgespielt haben und auch alle vorkommenden Lokomotiven und andere Maschinen basieren auf welchen, die in der Realität existieren. Herausgegeben wurde die Reihe von Edmund Ward (1945–1968), Kaye & Ward (1968–1998) und Egmont Publishing (seit 1998).
Im Jahr 2012 erschienen in Großbritannien die ersten vier Bücher digital auf Apple-iOS-Geräten. Alle Bücher sind auf Englisch und Japanisch erschienen.

## Geschichte
Wilbert Awdry (1911–1997) interessierte sich schon sein ganzes Leben lang für Dampflokomotiven und beobachtete sie schon als Kind. Dabei stellte er sich die Schnauf-Geräusche der Lokomotiven als ihre Sprache vor und wie sie sich miteinander unterhielten. Als Awdrys zu dem Zeitpunkt zweijähriger Sohn Christopher (* 1940) 1943 an den Masern erkrankte und Wilbert ihn aufmuntern musste, erzählte er ihm Geschichten von lebendigen Dampflokomotiven. Die ersten Charaktere dabei waren Edward, Gordon und Henry und Christopher wollte die Geschichten so oft hören, dass Wilbert sie schließlich aufschrieb. Wilberts Frau Margeret fand diese Geschichten und schlug Wilbert vor, sie zu veröffentlichten. Nach einigen Ablehnungen meldete sich dann der Herausgeber Edmund Ward bereit, die Geschichten zu drucken, unter der Voraussetzung, das Ende der letzten Geschichte zu verändern: Nämlich wurde die Lokomotive Henry in dieser in einen Tunnel eingemauert, wurde in der bearbeiteten Version aber wieder befreit. The Three Railway Engines erschien schließlich 1945.
Awdry war beim Schreiben der Geschichten wichtig, dass sie sich nicht direkt an Kinder wendeten, sondern eher für die Personen einfach zu lesen waren, die die Geschichten den Kindern vorlesen mussten. Darüber hinaus waren die Moralen der Geschichten nicht der Fokus und tatsächlich wollte Awdry, dass sich seine Geschichten eher von den klassischen Kinderbüchern unterscheiden sollten, die er mit seinem Bruder als Kind lesen musste. Stattdessen sollten sich seine Lokomotiven mehr wie echte Menschen verhalten als wie gute Vorbilder.
Nach der Veröffentlichung des Buches wollte Christopher Awdry ein Spielzeugmodell von Gordon haben, was sein Vater allerdings nicht herstellen konnte. Stattdessen baute Wilbert Awdry das Modell einer blauen Tenderlok und nannte sie Thomas. Als Christopher dann auch Geschichten über Thomas haben wollte, schrieb Wilbert ein zweites Buch Thomas The Tank Engine, um diese Buchreihe abzuschließen. Jedoch waren die Bücher so erfolgreich, dass Awdry doch weitere schrieb und bis 1972 26 Bücher herausbrachte.
Das Modell von Thomas basierte auf keiner konkreten Baureihe. Es hatte einen großen Tender und Wassertanks, die sich vorne nach unten neigten (wie etwa bei den LNER J50-Lokomotiven). Als Reginald Payne Thomas The Tank Engine illustrieren sollte, zeichnete er ihn jedoch als eine LB&SCR E2, wie Thomas bis heute dargestellt wird.
Etwa elf Jahre nach Wilberts letztem Buch Tramway Engines führte sein Sohn Christopher die Reihe mit Really Useful Engines fort. Insgesamt schrieb Christopher sechzehn weitere Bücher und schloss die Reihe 2011, 100 Jahre nach Wilberts Geburt, mit Thomas and his Friends ab.

### Fernsehadaptionen
Im Jahre 1953 plante die British Broadcasting Corporation eine Fernsehadaption von zwei Geschichten aus The Three Railway Engines. Während der Ausstrahlung von The Sad Story Of Henry entgleiste allerdings eine der Lokomotiven (man geht davon aus, dass es sich um Henry handelte), da die Weiche falsch gestellt und eine Hand zu sehen war, die sie wieder aufgleiste. Wegen dieser und auch anderer Beschwerden wurde die zweite Geschichte abgebrochen und die Live-Übertragung nie aufgezeichnet.
1973 plante Komponist Andrew Lloyd Webber eine 2D-animierte Musical-Serie und stellte 1976 eine Pilot-Episode fertig, allerdings verlor er bis dahin das Interesse an dem Plan, da die Nachfrage in Amerika nicht vorhanden war und Llody Webber zu der Zeit mit seinem Musical Evita bereits genug Erfolg hatte. Nichtsdestotrotz gründete er 1977 seine Firma, die er Really Useful Group nannte, was eine Anspielung an die in den Büchern benutze Phrase „Really Useful Engine“ ist. Weiterhin griff er die Pläne für die geplante Musical-Serie wieder auf und machte daraus bis 1984 das Musical Starlight Express.
1984 gelang es schließlich der Filmproduzentin Britt Allcroft, erfolgreich die erste Staffel einer TV-Serie zu veröffentlichen. Die erste Staffel adaptierte die Geschichten sehr treu und obwohl etwa die Reihenfolge der späteren Geschichten geändert wurde, basierten die meisten Episoden der ersten vier Staffeln auf Railway Series-Geschichten. Seit der fünften Staffel 1998 werden eigene Episoden geschrieben.

## Bücher

### Von Wilbert Awdry
| Nr. | Titel                         | Handlung | Geschichten                                                                             | Jahr der Handlung        | Erscheinungsdatum  | TV-Adaption                             |
| --- | ----------------------------- | --- | --------------------------------------------------------------------------------------- | ------------------------ | ------------------ | --------------------------------------- |
| 1   | The Three Railway Engines     | Edward, Henry und Gordon erleben mehrere Abenteuer.                                                              | Edward’s Day Out Edward and Gordon The Sad Story of Henry Edward, Gordon and Henry      | 1923 1922 1923           | 12. Mai 1945       | Staffel 1                               |
| 2   | Thomas the Tank Engine        | Eine Rangierlokomotive erstrebt Respekt.                                                                         | Thomas and Gordon Thomas’ Train Thomas and the Trucks Thomas and the Breakdown Train    | 1924                     | 18. Oktober 1946   | Staffel 1                               |
| 3   | James the Red Engine          | James gerät in Schwierigkeiten und versucht, seine Fehler gutzumachen.                                           | James and the Top-Hat James and the Bootlace Troublesome Trucks James and the Express   | 1925                     | 14. September 1948 | Staffel 1                               |
| 4   | Tank Engine Thomas Again      | Thomas erlebt Abenteuer auf seiner neuen Nebenstrecke.                                                           | Thomas and the Guard Thomas Goes Fishing Thomas, Terence and the Snow Thomas and Bertie | 1925 unbekannt 1948      | 31. Dezember 1949  | Staffel 1                               |
| 5   | Troublesome Engines           | Weil die großen Lokomotiven streiken, wird Percy zur Hilfe geholt.                                               | Henry and the Elephant Tenders and Turntables Trouble in the Shed Percy Runs Away       | 1925–1934                | 15. Januar 1950    | Staffel 4 Staffel 1                     |
| 6   | Henry the Green Engine        | Henry überwindet seine Krankheit, um sein Können zu beweisen.                                                    | Coal The Flying Kipper Gordon’s Whistle Percy and the Trousers Henry’s Sneeze           | unbekannt 1935 unbekannt | 10. Juli 1951      | Staffel 1 Staffel 3 Staffel 1           |
| 7   | Toby the Tram Engine          | Toby wird von Sir Topham Hatt gerettet, nachdem seine Überlanddampfstraßenbahnstrecke stillgelegt wird.          | Toby and the Stout Gentleman Thomas in Trouble Dirty Objects Mrs. Kindley’s Christmas   | 1951                     | 26. Juli 1952      | Staffel 1 -                             |
| 8   | Gordon the Big Engine         | Gordon tut alles, um den königlichen Besuch auf Sodor vorzubereiten.                                             | Off the Rails Leaves Down the Mine Paint Pots and Queens                                | 1952 1953                | 19. Juni 1953      | Staffel 1 Staffel 3 Staffel 1 Staffel 4 |
| 9   | Edward the Blue Engine        | Edward wird alt, aber er veraltet nicht.                                                                         | Cows Bertie’s Chase Saved from Scrap Old Iron                                           | 1952                     | 23. November 1954  | Staffel 2                               |
| 10  | Four Little Engines           | Die Geschichten der Schmalspurlokomotiven der Skarloey Railway werden erzählt.                                   | Skarloey Remembers Sir Handel Peter Sam and the Refreshment Lady Old Faithful           | 1952                     | 22. November 1955  | Staffel 4                               |
| 11  | Percy the Small Engine        | Percy reicht es, herumkommandiert zu werden und sieht seine Chance, als Thomas Hilfe benötigt.                   | Percy and the Signal Duck Takes Charge Percy and Harold Percy’s Promise                 | 1949 1955                | 1. Januar 1956     | Staffel 2 Staffel 3                     |
| 12  | The Eight Famous Engines      | Nachdem die Lokomotiven für ihre Abenteuer berühmt geworden sind, machen sie einen Ausflug nach England.         | Percy Takes the Plunge Gordon Goes Foreign Double Header The Fat Controllers Engines    | 1956                     | 15. September 1957 | Staffel 2 - B Staffel 3 Staffel 4       |
| 13  | Duck and the Diesel Engine    | Ein hinterlistiger Diesel kommt nach Sodor und erzählt Lügen über Duck.                                          | Domeless Engines Pop Goes the Diesel Dirty Work A Close Shave                           | 1957                     | 23. Juni 1958      | Staffel 3 Staffel 2                     |
| 14  | The Little Old Engine         | Skarloey kommt zu seiner kleinen Eisenbahn zurück und findet dort viele Veränderungen vor.                       | Trucks! Home at Last Rock ’n’ Roll Little Old Twins                                     | 1958                     | 1. Januar 1959     | Staffel 4 -                             |
| 15  | The Twin Engines              | Zwei schottische Zwillinge verursachen viel Ärger auf der Eisenbahn.                                             | "Hullo Twins!" The Missing Coach Break Van The Deputation                               | 1959                     | 15. September 1961 | - B Staffel 2                           |
| 16  | Branch Line Engines           | Thomas hat einen Unfall, deswegen kommt ein neuer, fauler Diesel namens Daisy.                                   | Thomas Comes to Breakfast Daisy Bully Eyes Percy’s Predicament                          | 1960                     | 15. September 1961 | Staffel 2 Staffel 4 Staffel 2           |
| 17  | Gallant Old Engine            | Die Schmalspurloks bereiten alles für Rheneas’ Rückkehr aus der Werkstatt vor.                                   | Special Funnel Steam Roller Passengers and Polish Gallant Old Engine                    | 1961 1952 A              | 1. Januar 1962     | Staffel 4                               |
| 18  | Stepney the "Bluebell" Engine | Stepney von der Bluebell Railway besucht Sodor.                                                                  | Bluebells of England Stepney’s Special Train Stops Play Bowled Out                      | 1962                     | 15. August 1963    | Staffel 4                               |
| 19  | Mountain Engines              | Wir treffen die Culdee Fell Railway-Lokomotiven und Lord Harry baut einen dummen Unfall.                         | Mountain Engine Bad Look-Out Danger Points "Devil’s Back"                               | 1963 1900 A              | 15. August 1964    | -                                       |
| 20  | Very Old Engines              | Skarloey und Rheneas erinnern sich an ihrem hundertsten Geburtstag an ihre frühen Tage.                          | Crosspatch Bucking Bronco Stick-in-the-Mud Duck and Dukes                               | 1965 1865/1867 A         | 15. Juni 1965      | -                                       |
| 21  | Main Line Engines             | Gordon und James unterlaufen dumme Missgeschicke, während Edward alle überrascht.                                | The Diseasel Buzz, Buzz Wrong Road Edward’s Exploit                                     | 1965                     | 15. November 1966  | Staffel 2 Staffel 3 Staffel 2           |
| 22  | Small Railway Engines         | Drei "verzauberte" kleine Lokomotiven arbeiten auf der Miniatureisenbahn der Arlesdale Railway.                  | Ballast Tit for Tat Mike’s Whistle Useful Railway                                       | 1967                     | 1. August 1967     | - Staffel 20 C Staffel 20               |
| 23  | Enterprising Engines          | Dieselkraft triumphiert vielleicht auf dem Festland, aber nicht auf Sodor.                                       | Tenders for Henry Super Rescue Escape Little Western                                    | 1967                     | 4. Oktober 1968    | Staffel 3 - Staffel 3                   |
| 24  | Oliver the Western Engine     | Eine stolze Great-Western-Dampflok gerät in Schwierigkeiten.                                                     | Donald’s Duck Resource and Sagacity Toad Stands By Bulgy                                | 1968                     | 15. November 1969  | Staffel 3 Staffel 4 Staffel 3           |
| 25  | Duke the Lost Engine          | Peter Sam und Sir Handel erzählen von ihren alten Tagen, als die Suche nach einer vermissten Lokomotive beginnt. | Granpuff Bulldog You Can’t Win Sleeping Beauty                                          | 1928/1947 1904 1920 1969 | 15. Oktober 1970   | Staffel 4                               |
| 26  | Tramway Engines               | Percy und Thomas erleben Abenteuer, während Mavis Chaos verursacht.                                              | Ghost Train Woolly Bear Mavis Toby’s Tightrope                                          | 1964                     | 15. Oktober 1972   | Staffel 2 Staffel 3                     |

Diese Bücher wurden später in Thomas the Tank Engine: The Complete Collection von 1997 zusammengeführt.

### Von Christopher Awdry
| Nr. | Titel                                   | Handlung                                                                                                  | Geschichten                                                                              | Jahr der Handlung | Erscheinungsdatum  | TV-Adaption   |
| --- | --------------------------------------- | --- | ---------------------------------------------------------------------------------------- | ----------------- | ------------------ | ------------- |
| 27  | Really Useful Engines                   | Das Leben auf der Insel Sodor ist noch lange nicht vorüber.                                               | Stop Thief! Mind that Bike Fish Triple-Header                                            | unbekannt         | 12. September 1983 | - Staffel 4 - |
| 28  | James and the Diesel Engines            | James lernt eine Lektion im Umgang mit Dieselloks.                                                        | Old Stuck-Up Crossed Lines Fire-Engine Deep Freeze                                       | 1984              | 17. September 1984 | -             |
| 29  | Great Little Engines                    | Sir Handel ist unzufrieden und besucht die Talyllyn Railway.                                              | Patience is a Virtue Peter Sam and the Prickly Problem Pop-Special Sir Handel Comes Home | 1982 1983 1984    | 28. Oktober 1985   | -             |
| 30  | More About Thomas the Tank Engine       | Thomas und Percy fallen nach einem Unfall auseinander.                                                    | Thomas, Percy and the Coal The Runaway Better Late Than Never Drip Tank                  | 1985              | 22. September 1986 | Staffel 2 -   |
| 31  | Gordon the High-Speed Engine            | Gordon versucht zu beweisen, wie schnell er sein kann, während er den InterCity Pip und Emma kennenlernt. | High-Speed Gordon Smokescreen Fire Escape Gordon Proves His Point                        | 1986              | 7. September 1987  | -             |
| 32  | Toby, Trucks and Trouble                | Percy und Toby erleben viele Abenteuer auf der Nebenstrecke.                                              | Mavis and the Lorry Toby’s Seaside Holiday Bulstrode Toby Takes the Road                 | 1987 1939–1946 A  | 19. September 1988 | - Staffel 4 - |
| 33  | Thomas and the Twins                    | Thomas trifft Bill und Ben auf Edwards Nebenstrecke.                                                      | Scrambled Eggs What a Picture! Trevor Helps Out Down the Drain                           | 1988 1989         | 11. September 1989 | -             |
| 34  | Jock the New Engine                     | Eine neue kraftvolle Lokomotive startet ihre Arbeit auf der Arlesdale Railway.                            | We Need Another Engine Sticking Power Jock Teamwork                                      | 1967 1975 1976    | 6. August 1990     | -             |
| 35  | Thomas and Great Railway Show           | Thomas fährt auf das Festland, um dort an einer großen Eisenbahn-Ausstellung teilzunehmen.                | Museum-Piece Not the Ticket Trouble on the Line Thomas and the Railtour                  | 1990              | 12. August 1991    | -             |
| 36  | Thomas Comes Home                       | Die Geschichten von Percy, Toby und Daisy, während Thomas auf dem Festland ist.                           | Snow Problem Washout! Toby’s Megatrain Thomas Comes Home                                 | 1991              | 15. Juni 1992      | -             |
| 37  | Henry and the Express                   | Henry ist wieder krank und braucht ein paar Reparaturen.                                                  | Out of Puff Overhaul Sliding Scales Henry Sees Red                                       | 1992              | 8. April 1993      | -             |
| 38  | Wilbert the Forest Engine               | Wilbert besucht Sodor, um Donald und Douglas auf Ducks Nebenstrecke zu helfen.                            | Percy’s Porridge Cab Over Wheels Foaming at the Funnel Wired-Up                          | 1993 1943 A       | 8. August 1994     | -             |
| 39  | Thomas and the Fat Controller’s Engines | Sodor feiert das fünfzigjährige Jubiläum der Railway Series.                                              | Birdstrike Edward and the Cabbages Rabbits Golden Jubilee                                | 1995              | 1. August 1995     | -             |
| 40  | New Little Engine                       | Eine neue Lokomotive wird für die Skarloey Railway gebaut.                                                | Speedkiller Sir Handel’s Plan Dirty Water I Name this Engine...                          | 1996              | 8. August 1996     | -             |
| 41  | Thomas and Victoria                     | Sir Topham Hatt renoviert einen alten Personenwagen namens Victoria für Toby.                             | Overloaded Avalanche Eels on Wheels Toby’s Vintage Train                                 | 2007 1891–1924 A  | 3. September 2007  | -             |
| 42  | Thomas and his Friends                  | Pip und Emma werden Mitglieder der Eisenbahn des dicken Kontrolleurs.                                     | Thomas and the Swan Buffer Bashing Gordon’s Fire Service Centenary                       | 2011              | 6. Juli 2011       | -             |

Alle, außer dem letzten Buch, sind im Buch Thomas the Tank Engine: The New Collection von 2007 zusammengefasst.

### Andere Bücher
| Titel                                 | Handlung | Autor    | Erscheinungsdatum | Anmerkungen |
| ------------------------------------- | --- | -------- | ----------------- | --- |
| Thomas’ Christmas Party               | Thomas will für Mrs. Kindley eine Weihnachtsfeier veranstalten, aber ihr Haus ist eingeschneit.                            | W. Awdry | 29. Oktober 1984  | Von Britt Allcroft und David Mitton angefordert, um als Staffelfinale der ersten Staffel verfilmt zu werden. |
| Thomas Comes to Breakfast             | Thomas denkt, er brauche keinen Lokführer mehr, fährt aber daraufhin in das Haus des Stationsvorstehers                    | W. Awdry | 2. September 1985 | Eine neue Fassung der gleichnamigen Geschichte aus Branch Line Engines. |
| Thomas and the Missing Christmas Tree | Thomas soll einen Weihnachtsbaum abholen, wird aber unterwegs verschüttet und muss von Donald und Douglas gerettet werden. | C. Awdry | 20. Oktober 1986  | Diente als Vorlage für das Staffelfinale der zweiten Staffel. |
| Thomas and the Evil Diesel            | Diesel kehrt zurück und soll auf Thomas’ Nebenstrecke aushelfen.                                                           | C. Awdry | 5. Oktober 1987   | Eine weitere Anforderung der Produzenten der TV-Serie, wurde aber nie verfilmt. Stattdessen wurde das Konzept, dass Diesel zurückkehrt, um auszuhelfen, mehrfach verwendet, bis Diesel irgendwann der Eisenbahn endgültig beitrat. |
| Thomas and Gordon Off the Rails       | Gordon rollt in einen Teich und Thomas stürzt in eine Mine.                                                                | W. Awdry | 3. September 1990 | Eine neue Fassung der gleichnamigen Geschichten aus Gordon the Big Engine. |
| Thomas and the Hurricane              | Thomas und seine Freunde leben mit den Nachwirkungen eines Hurrikans.                                                      | C. Awdry | 16. März 1992     | - |

### Abgebrochene Bücher
In den 80ern schrieb Christopher Awdry ein Buch namens Barry the Rescue Engine, welches allerdings nicht veröffentlicht wurde: Wegen des Erfolges der TV-Serie wollten die Leser mehr Geschichten über Thomas lesen, statt noch mehr neue Charaktere vorgestellt zu bekommen.
C. Awdry hatte weiterhin noch mehr Material für weitere Schmalspur-Geschichten.

### Begleitbände
Diese Begleitbände erzählen die fiktive Historie Sodors seit etwa der Antike. Die Geschichte der Leute, der Kultur, der Geografie und die der Eisenbahn wird dort bis ins kleinste Detail beschrieben.
1. Railway Map of the Island of Sodor (Wilbert Awdry, 1958; 1971; 1983)
2. Twelve Happy Engines (Wilbert Awdry, 1970)
3. The Railway Series: Surprise Packet (Wilbert Awdry, 1972)
4. The Island of Sodor: Its People, History and Railways (Wilbert Awdry und George Awdry, 1987)
5. The Thomas the Tank Engine Man (Brian Sibley, 1995; 2015)
6. Sodor: Reading Between the Lines (Christopher Awdry, 2005)

## Illustratoren

### William Middleton (1945)
Die erste Veröffentlichung von The Three Railway Engines wurde von William Middleton illustriert, der wenig Erfahrung hatte und die Zeichnungen sehr simpel hielt, was Awdry nicht sehr gefiel. Darüber hinaus machte er Fehler, wie Henry mit zu vielen Rädern zu zeichnen oder zwei Tunnel zu zeichnen statt nur einem. Laut Reverend T. Robin Martin of Birstal soll sich Middleton bewusst wenig Mühe gegeben haben, da er nicht daran glaubte, dass diese Geschichten interessant für irgendjemanden seien.

### Reginald Payne (1946)
Für das zweite Buch, Thomas the Tank Engine, wurde Reginald Payne angeheuert. Den Titelcharakter Thomas zeichnete Payne als eine LB&SCR E2-Lokomotive, ohne sich zu sehr an Awdrys ursprünglicher Holzfigur zu orientieren. Awdry erlaubte dies jedoch und Paynes Illustrationen waren um einiges farbenfroher, detaillierter und realistischer als die von Middleton.
Payne wurde für das dritte Buch zurückgebeten, allerdings erlitt er nach Problemen in der Admiralität einen Nervenzusammenbruch und konnte seine künstlerischen Aufgaben nicht wieder aufnehmen.

### C. Reginald Dalby (1948–1952)
Nachdem Payne nicht mehr arbeiten konnte, stellte der Herausgeber Clarance Reginald Dalby ein, der 1948 mit Buch Nummer 3, James the Red Engine, anfing. Von Anfang an gab es Auseinandersetzungen zwischen Awdry und Dalby, da Awdry unter anderem die Proportionen und die Maßstäbe der Lokomotiven nicht gefielen, sowie die Tatsache, dass sich Dalby nicht sehr interessiert an echten Eisenbahnen zeigte.
Dalby zeichnete auch die ersten beiden Bücher neu, übernahm dabei allerdings die Fehler, die von Middleton und Payne gemacht wurden wie Henrys Design. Generell kritisierte Awdry, dass einige Lokomotiven wie Percy oder Edward nicht so aussahen, wie echte britische Dampflokomotiven.
Dennoch war Dalby bei den Lesern der Railway Series beliebt, was unter anderem auf die für die Nachkriegszeit besondere Farbpalette der Illustrationen zurückzuführen war.

#### Das Henry-Dilemma
Da Henry immer wieder falsch gezeichnet wurde, überlegte Awdry, ihn aus den Büchern rauszuschreiben. Ursprünglich zeichnete er ihn als eine 4-4-2 Atlantic, was von William Middleton aber in eine 4-6-2 Pacific umgeändert wurde. Payne und Middleton zeichneten ihn weiter uneinheitlich. So hatte er auf manchen Bildern zehn Räder, auf anderen zwölf, manchmal waren seine Puffer rund, andere Male oval und während er blau war, sah er Gordon zum Verwechseln ähnlich. Am Ende schrieb Awdry jedoch 1951 in Henry the Green Engine eine Geschichte, in der Henry einen Unfall baute, woraufhin er neu gebaut werden musste. Seither ist Henry eine LMS Stanier 5MT Black Five.
Awdry wies nun auch nach und nach den anderen Lokomotiven echte Basen zu, um den Illustratoren Bilder von diesen echten Lokomotiven als Referenz zur Verfügung stellen zu können. Toby war im nächsten Buch die erste Lokomotive, die von vornherein auf einer echten Lokomotive basierte. Darüber hinaus war Toby das erste Buch, welches teilweise nicht auf Sodor, sondern in der echten Welt spielte, was nach und nach dazu führte, dass Awdry die Serie so realistisch wie möglich haben wollte, was schlussendlich in einer ganzen fiktiven Historie der Insel Sodor endete, die Awdry später in The Island of Sodor: Its People, History and Railways veröffentlichen würde.

### C. Reginald Dalby (1953–1956)
Dalby illustrierte insgesamt von 1948 bis 1956 die neun Bücher von James the Red Engine bis Percy the Green Engine sowie die ersten beiden Bücher neu. Percy war Dalbys letztes Buch, nachdem er einen Brief von Awdry bekommen hatte, in dem es hieß:

‘I beg, pray and exhort you not to make Percy look like a green caterpillar with red stripes!’

„Ich bitte, bete und ermahne Sie, Percy nicht wie eine grüne Raupe mit roten Streifen aussehen zu lassen!“

Dalby war daraufhin so beleidigt, dass er endgültig genug hatte und kündigte.

### John T. Kenney (1957–1962)
Nach Dalby wurde John Theodore Eardley Kenney eingestellt, der 1957 mit Buch Nummer 12 The Eight Famous Engines anfing. Seine Illustrationen waren realistischer und detaillierter als die von Dalby und seine Beziehung mit Awdry war ebenfalls freundlicher. Unglücklicherweise musste Kenney 1962 nach Gallant Old Engine aufhören, da er Probleme mit seinen Augen bekam.
Neben den sechs Railway Series-Büchern illustrierte er ebenfalls Awdrys Railway Map of the Island of Sodor von 1958.

### Gunvor und Peter Edwards (1963–1972)
Um Kenney abzulösen, wurde die schwedische Illustratorin Gunvor Edwards beauftragt, die Illustrationen fortzuführen. Da sie einige Schwierigkeiten hatte, ließ sie sich von ihrem Mann Peter helfen. Nur das erste Buch Stepney the "Bluebell" Engine 1963 wurde von beiden Edwards illustriert, alle restlichen Bücher illustrierte Peter Edwards alleine, allerdings ließ er trotzdem jedes Mal seine Frau auch als Illustratorin nennen.
Das Endresultat gefiel den Herausgebern und Awdry und Edwards blieb bis zu Wilbert Awdrys finalem Railway Series-Buch Tramway Engines 1972.

### Clive Spong (1983–2011)
Als Christopher Awdry die Railway Series 1983 fortführte, beauftragten die Herausgeber Clive Spong für die Illustrationen. Spong wurde 1947 geboren und ist als einziger Illustrator mit den Railway Series-Büchern aufgewachsen. Seine Illustrationen sollten akkurat und einheitlich sein, was von Wilbert Awdry sehr gelobt wurde. So blieb Spong der Illustrator von allen Büchern von Christopher und mit insgesamt 16 Büchern illustrierte er mehr Bücher als alle anderen Illustratoren.

## Vorkommende Figuren

### DieEight Famous Engines

#### Thomas, die Tenderlok
Thomas kam um 1915 vermutlich durch eine kriegsbedingte Verwechslung nach Sodor. Die London, Brighton and South Coast Railway verkaufte die blaue Lokomotive an Topham Hatt und seine North Western Railway (NWR). Thomas wurde damit zur offiziell ersten eigenen Lokomotive der Bahn, weshalb er die Nummer 1 bekam.
Zunächst rangierte Thomas Züge in Vicarstown im Osten der Insel, erhielt 1925 nach einigen Ereignissen aber die Nebenstrecke, die von Knapford nach Ffarquhar führt und befährt diese bis heute. Zusätzlich bekam er eigene Personenwagen namens Annie und Clarabel.
1960 fuhr Thomas versehentlich in das Haus des Stationsvorstehers, nachdem ein unvorsichtiger Putzmann an seine Hebel gekommen war. Thomas wurde für die Reparatur nach Crovan's Gate geschickt und bekam einen geraden Umlauf, sodass seine Puffer nun alle auf einer Höhe waren.
1990 besuchte Thomas das National Railway Museum in York.

#### Edward, die blaue Lok
Edward wurde 1896 in Schottland gebaut und arbeitete auf der Furness Railway, bis er 1915 der North Western geliehen wurde, um bei deren Bau zu helfen. Da Edward ein bereits veraltetes Design war, bestand kein Interesse der Furness, ihn wiederzuhaben und sie verkaufte ihn 1921 an die NWR als deren zweite Lokomotive. Aber auch hier fand Edward nicht viel Einsatz und die größeren und moderneren Lokomotiven machten sich über ihn lustig, bis sich Edward schließlich beweisen konnte, indem er Gordon und seinen Güterzug einen Berg hinaufschob.
1948 bekam Edward ebenfalls eine eigene Nebenstrecke, nämlich die zum Hafen von Brendam.

#### Henry, die grüne Lok
1919 wurden in den Werken von Doncaster Pläne für Sir Nigel Gresleys neues A1-Pacific-Design gestohlen, vermutlich von einem Rivalen Gresleys. Allerdings nahm dieser Dieb die falschen Pläne, was erst deutlich wurde, als die Lokomotive, Henry genannt, fertiggestellt wurde. Das Design hatte nämlich Fehler, wie eine viel zu kleine Feuerbüchse.
Topham Hatt benötigte dringend eine neue Lokomotive für seine Eisenbahn und hatte dabei eine Robinson Atlantic im Auge (eine Anspielung auf die Tatsache, dass das die Lokomotive war, die Awdry ursprünglich gezeichnet hatte). Allerdings konnte Gresleys Rivale Topham Hatt austricksen und ihn dazu bringen, stattdessen Henry zu kaufen. 1922 kam Henry nach Sodor und obwohl er nicht die Lokomotive war, die Topham Hatt wollte, war er gezwungen, zu behalten, was er kriegen konnte.
Henry war allerdings stur und als es eines Tages regnete, weigerte er sich, aus einem Tunnel zu fahren, weil er nicht wollte, dass seine Lackierung ruiniert wurde. Da man ihn nicht wieder rausholen konnte, wurde er im Tunnel eingemauert. Als Gordon aber einige Wochen oder Monate später vor dem Tunnel das Sicherheitsventil platze, wurde Henry wieder aus dem Tunnel geholt, um mit Edward den Zug zu übernehmen. Anschließend bekam er wie seine beiden neuen Freunde eine blaue Lackierung. Allerdings wurde er dadurch oft mit Gordon verwechselt, weshalb er 1926 wieder grün gestrichen wurde.
Henrys Design-Fehler machten ihm aber immer weiter zu schaffen. Er war oft krank, konnte seine Züge nicht ziehen und als die Kohle schlechter wurde, wurde alles noch schlimmer. Um Henry eine Chance zu geben, bestellte Topham Hatt Spezialkohle aus Wales, mit der Henrys Feuerbüchse viel besser arbeiten konnte.
Um 1935 sollte Henry im Winter den Flying Kipper, einen Fischzug von Tidmouth aufs Festland, ziehen. Aber Eis und Schnee führten zu Signal- und Weichenstörungen, wodurch Henry in einen Güterzug fuhr und schwer beschädigt wurde. Daraufhin schickte ihn Topham Hatt nach Crewe, wo er in eine LMS Stanier Black 5 umgebaut wurde. Seither fährt Henry ohne Dampfmangel und ohne Spezialkohle.

#### Gordon, die große Lok
Gordon wurde zwischen 1920 und 1922 in Doncaster gebaut und war der experimentelle Prototyp für Gresleys A1-Pacific-Design für die Great Northern Railway. Als ein unvollständiges Modell wurde er erst einmal geheim gehalten und nur für Testfahrten eingesetzt, bis alle Makel ausgebügelt wurden. 1923, als die ersten A1-Loks hergestellt waren, wurde Gordon an die North Western verkauft, um dort die Expresszüge zu ziehen. Als die modernste Lokomotive dieser Zeit war Gordon sehr hochmütig und unhöflich gegenüber den kleineren Lokomotiven wie Thomas und Edward. Aber immer wieder war er auf die Hilfe der anderen Lokomotiven angewiesen.
1939 wurde Gordon nach Crewe geschickt, um ein neues Fahrgestell und einen neuen Umlauf zu bekommen.
1952 versuchte Gordon, eine Drehscheibe einzuklemmen, weil er seinen Güterzug nicht ziehen wollte. Allerdings fuhr er zu weit und fiel in einen Teich. Sir Topham Hatt verbot ihm daraufhin für fast ein ganzes Jahr das Ziehen von Passagierzügen, bis schließlich Queen Elizabeth II Sodor besuchte und Gordon den königlichen Zug ziehen durfte. 1956 fuhr Gordon nach London.
1967 wurde Gordon schwer depressiv, als ihn die Nachrichten erreichten, dass alle seine Brüder und Schwestern verschrottet wurden. Um ihn aufzumuntern, arrangierte Sir Topham Hatt einen Besuch von Flying Scotsman, Gordons einzigen verbleibenden Bruder.
Die einst so moderne Lokomotive wurde langsam alt und der Expresszug wurde langsam zu schwer für ihn. 2010 kaufte Sir Topham Hatt einen HST, Pip und Emma, um Gordon von dem Expresszug abzulösen. Gordon willigte ein und zieht seither langsamere Passagierzüge.

#### James, die rote Lok
James wurde 1912/1913 als eine experimentelle L&YR Class 28 gebaut: Anders als die anderen Lokomotiven dieser Baureihe bekam James eine Vorderachse und auch größere Antriebsräder. Er war zunächst schwarz lackiert und wurde mit Holzbremsen ausgestattet. Kurz nachdem er zwischen 1923 und 1925 nach Sodor gekommen war, fingen diese Holzbremsen Feuer, als James einen Güterzug zog, und hatte einen schweren Unfall. Thomas rettete ihn hinterher und in der Werkstatt wurde er repariert, rot gestrichen, mit funktionstüchtigen Bremsen ausgestattet und bekam auch einen Fowler-Tender.
Nach seiner Rückkehr wurde James sehr eingebildet und hielt sich für eine sehr schöne Lokomotive. Sein Übermut brachte ihm manchmal Ärger ein, aber er konnte sich immer wieder beweisen und sowohl Güter als auch Fahrgäste befördern, auch wenn ihm letzteres viel besser gefällt. Er zieht sogar manchmal den Schnellzug.

#### Percy, die kleine Lok
Percys genaue Baureihe ist nicht bekannt. Es ist nur davon auszugehen, dass er Anfang des zwanzigsten Jahrhunderts von der Avonside Engine Company gebaut wurde. Er kam 1926 nach Sodor, als Henry, Gordon und James streikten und Percy mit Thomas und Edward die Strecken befahren sollten, während die großen Loks im Schuppen gelassen wurden. Percy ist die einzige Lokomotive, bei der bestätigt ist, dass Sir Topham Hatt ihr den Namen gegeben hat. Percy war gerne frech zu den großen Loks, aber hin und wieder brachte ihm das Ärger ein.
Percy war auf dem Rangierbahnhof stationiert, wie es Thomas ursprünglich war. Als Duck nach Sodor kam, löste dieser Percy ab und Percy wurde auf Thomas’ Nebenstrecke geschickt, um dort den Hafen von Knapford mit aufzubauen und hinterher den Güterverkehr zu übernehmen.

#### Toby, die Dampfstraßenbahn
Toby wurde um 1914 in Stratford, London, im Auftrag der Great Eastern Railway gebaut. Ursprünglich arbeitete er mit seinen Brüdern an den Great Yarmouth Docks und später mit seinem Waggon Henrietta auf eine Straßenbahn-Strecke in East Anglia. Dort wurden sie in den Ferien von Sir Topham Hatt besucht, der sie 1951, als die Strecke schloss, kaufte, um im Steinbruch auf Thomas’ Nebenstrecke zu arbeiten. Toby wurde auf Sodor neu lackiert und bekam neben der Nummer 7 auch blaue Seitenplatten. Als die Steinbruch-Firma Mavis kaufte, diente Toby als ihr Mentor.

#### Duck, die Great-Western-Lok
Montague arbeitete im Bahnhof von Paddington und bekam den Spitznamen Duck (Ente), weil er angeblich watschelte. Er kam 1955 nach Sodor, um Percys Rangieraufgaben zu übernehmen. Als Diesel Sodor besuchte, war Duck der einzige, der seine Schmeicheleien durchschaute und hängte ihm alte Wagen an, die dieser beschädigte. Daraufhin erzählte Diesel Lügen über Duck und hetzte die großen Lokomotiven gegen ihn auf, sodass Sir Topham Hatt Duck nach Wellsworth umstationierte, um mit Edward zu arbeiten. Als Duck eines Tages losgerissene Güterwagen mehr oder weniger aufhielt, wurde er wieder willkommen geheißen und Diesel kehrte nie wieder zurück.
1967 traf Duck auf die Miniaturlokomotiven Mike, Rex und Bert, die Schotter für die Gleise aus den Bergen brachten. Dabei stieß Duck auch auf die Nebenstrecke von Tidmouth nach Arlesburgh, die er später zusammen mit Oliver befahren sollte. Duck zieht dabei seine Great-Western-Autocoaches Alice und Mirabel, und die Strecke ist bekannt als die Little Western.

### DieFat Controllers

#### Sir Topham Hatt I (1880–1956)
Im Alter von 14 Jahren machte Topham Hatt eine Ausbildung bei Swindon Works auf der Great Western Railway und freundete dort sich mit dem späteren Lokomotivkonstrukteur und Chefingenieur der LMS William Stanier an. Topham Hatt soll Stanier aus dem ein oder anderen Schlamassel befreit haben, weshalb er sehr angesehen war. 1901 kam er nach Sodor und arbeitete erst als Entwässerungsingenieur bei A.W. Dry and Company und baute für diese einige Coffe Pot-Lokomotiven.
1910 heiratete Topham Hatt Jane Brown, die Schwester von Sir Handel Brown, dem Besitzer der Skarloey Railway. Die beiden hatten zwei Kinder: Barbara Jane (* 1911) und Charles Topham (* 1914).
Ab 1910 arbeitete Topham Hatt bei verschiedenen Eisenbahnunternehmen der Insel. So schließlich auch auf der North Western Railway, als diese 1914 gegründet wurde. Dort stieg er 1923 zum General Manager auf und wurde erst der fat director (der dicke Direktor), später der fat controller (der dicke Kontrolleur) genannt. In den frühen zwanzigern mangelte es der Bahn an Lokomotiven und es lag an Topham Hatt, neue zu besorgen. Er kaufte Henry, was sich erst als ein Fehler herausstellte, aber dank seiner Geschichte mit Stanier konnte er Henry 1935 in eine voll-funktionstüchtige Lokomotive umbauen lassen.
1936 wurde Topham Hatt zum Managing Director der NWR. Nach der Verstaatlichung 1948 wurde er bei seiner Ernennung zum Vorsitzenden des Regional Executive zum Baronet ernannt und war seitdem Sir Topham Hatt.
1954 trat Sir Topham Hatt vom Amt zurück und sein Sohn Charles wurde der neue fat controller. Sir Topham Hatt I verstarb 1956 in Wellsworth im Alter von 76 Jahren.

#### Sir Charles Topham Hatt II (1914–1997)
Charles Topham Hatt besuchte die Schule von Abbey bei Cronk und war anschließend Schüler in Crewe Works, wo er ab 1932 mit William Stanier arbeitete. 1937 wurde er von Mr. Stanier für den Eisenbahndienst auf Übersee empfohlen, aber er kehrte 1939 zurück, um sich bei den Royal Engineers anzumelden und diente ihnen während des Zweiten Weltkriegs. Er wurde 1945 im Rang eines Oberst demobilisiert.
1940 heiratete er Amanda Croarie und die beiden hatten ebenfalls zwei Kinder: Stephen Topham (* 1941) und Bridget Amanda (* 1943).
Charles Topham Hatt kehrte schließlich 1952 nach Sodor zurück und wurde leitender Maschinenbauingenieur in der Werkstatt von Crovan’s Gate sowie Assistent seines Vaters. Als dieser 1954 zurücktrat, wurde Charles vom Vorstand ohne zu zögern zum neuen Bahndirektor ernannt.
Eine seiner ersten Aktionen als Bahndirektor waren Arbeiten am alten Hafen von Knapford und die Neueröffnung der Nebenstrecke nach Arlesburgh sowie der Bau der Arlesdale Railway.
Nach dem Tod seines Vaters erbte Charles 1956 dessen Baronetwürde und wurde zu Sir Charles Topham Hatt. 1984 trat er vom Amt zurück und verstarb 1997 im Alter von 83 Jahren.

#### Sir Stephen Topham Hatt III (* 1941)
1951 war Stephen Topham Hatt mit seiner Familie im Urlaub in East Anglia, wo sie auf Toby trafen.
1970 heiratete er Helen Margaret und sie hatten drei Kinder: Richard Topham (* 1972), Charles Nicholas (* 1974) und Emily Helen (* 1977).
1984 wurde er der dritte fat controller und erbte seines Vaters Baronetwürde 1997. Auch wenn Richard Topham Hatt ihn eines Tages ablösen wird, ist Sir Stephen Topham Hatt zum Zeitpunkt Dezember 2021 noch immer der Direktor der North Western Railway.

### Weitere Dampflokomotiven derNWR

#### Donald und Douglas, die Caledonian-Zwillinge
Donald und Douglas stammen von der Caledonian Railway in Schottland und bekamen nach der Verstaatlichung ihre Nummern 57646 und 57647. 1959 wollte Sir Topham Hatt eine Güterlok kaufen und bestellte Nummer 57646 nach Sodor, allerdings kamen zwei Lokomotiven an: Douglas wollte nicht von seinem Bruder getrennt werden und wusste, dass man ihn in Schottland irgendwann verschrotten wurde. Die beiden sorgen für sehr viel Verwirrung und Ärger auf Sodor und Sir Topham Hatt debattierte, wen er nun behalten wollte. Aber nachdem sie im folgenden Winter den Schnee so gut von den Schienen räumten und Henry aus einer Wehe befreiten, wollten die Lokomotiven Sir Topham Hatt davon überzeugen, beide zu behalten. Dies war am Ende nicht nötig, da er bereits beide Lokomotiven gekauft hatte. Donald und Douglas gehörten jetzt zur North Western Railway und bekamen die Nummern 9 und 10 sowie blaue Anstriche.

#### Oliver, die Western-Lok
Oliver wurde 1934 für Wendezüge auf Nebenstrecken der Great Western gebaut und 1946 offiziell als 1436 nummeriert.
1967 drohte Oliver nach Stilllegungen vieler Nebenstrecken im Westen Englands die Verschrottung. Seine Mannschaft wollte versuchen, ihn zu retten und brachten die Lokomotive, den Personenwagen Isabel und den Bremswagen Toad in Richtung Sodor, wo freundliche Fahrdienstleiter sie heimlich nachts auf Güterstrecken ließen. Da sie sich oft verstecken mussten, dauerte die Reise länger als gedacht und in Barrow ging Oliver die Kohle aus. Glücklicherweise war Douglas gerade dort und zog Oliver das letzte Stück nach Crovan’s Gate auf Sodor.
Sir Topham Hatt war sehr erfreut darüber und ließ die Neuankömmlinge reparieren, in Great-Western-Farben lackieren und gab Oliver einen zweiten Waggon, Dulcie, um sie alle auf der Nebenstrecke nach Arlesburgh mit Duck arbeiten zu lassen. Seither ist die Nebenstrecke bekannt als die Little Western.
Oliver war recht hochmütig, was dazu führte, dass er sich von einigen Güterwagen in eine Drehscheibe schieben ließ, woraufhin sich diese nur noch öfter über ihn lustig machten. Als er aber kurze Zeit später ihren Anführer, S.C. Ruffey, auseinanderzog, verdiente er sich Respekt von den Güterwagen, die sich nun nie wieder mit ihm anlegen.

#### Bloomer
Bloomer tauche nie in den eigentlichen Geschichten auf. Er wurde nur in Begleitbänden erwähnt und ein Modell von ihm fuhr auf Awdrys eigener Modelleisenbahn.
Bloomer von der Bloomer class der London and North Western Railway wurde 1851 in Schottland gebaut und eingesetzt. Lange verschrottet geglaubt, wurde er Anfang der 1970er vom dicken Kontrolleur in einem Schuppen in Wigtownshire gefunden. Dieser brachte Bloomer nach Sodor, ließ in restaurieren und seit 1975 zieht Bloomer gelegentlich Kanzelwagen für Veranstaltungen auf der Ffarquhar-Nebenstrecke.

### Diesellokomotiven derNWR

#### Daisy, der Dieseltriebwagen
Nachdem Thomas 1960 in das Haus des Stationsvorstehers fuhr und repariert werden musste, sollte ihn Daisy auf der Nebenstrecke nach Ffarquhar vertreten. Der höchnäsige Dieseltriebwagen war unhöflich zu Annie, Clarabel und Henrietta und weigerte sich, Güter zu ziehen. Sir Topham Hatt bekam von Daisys Faulheit mit und drohte, sie wieder wegzuschicken, gab ihr allerdings eine zweite Chance, als Daisy dabei half, einen Unfall von Percy wieder aufzuräumen.
Nummeriert als D1 ist sie offiziell die erste Diesellokomotive der North Western Railway.

#### BoCo
BoCo ist ein großer Mehrzweck-Diesel der BR-Klasse 28, der am 29. September 1958 für Einsätze in der Gegend von Barrow-in-Furness gebaut wurde. 1965 fuhr er auf die Strecke zum Hafen von Brendam, wo er in ein Missverständnis mit Bill und Ben geriet, was sich aber durch Edward klären konnte. British Railways erlaubte Sir Topham Hatt, BoCo bzw. Nummer D5702 auf seinen Strecken einzusetzen, da dieser vorhatte, ihn zu kaufen.
Wegen des Besuches von Diesel einige Jahre zuvor waren einige Dampflokomotiven erst skeptisch gegenüber BoCos Ankunft, insbesondere Duck und James. Mit der Zeit lernten die Lokomotiven aber, dass nicht alle Diesel übel sind.
BoCo wurde die offiziell zweite Diesellok der NWR und fährt primär auf Edwards Nebenstrecke, gelegentlich auch auf der Hauptstrecke.

#### Bear
Diesel 7101 wurde 1967 an die NWR geliehen und kam gemeinsam mit Diesel 199 an. Während 199 sehr abfällig über Dampfloks redete, hielt sich 7101 zurück. Beide Diesellokomotiven blieben eines Tages liegen und Henry musste die beiden Loks samt ihrer Züge abschleppen, obwohl sein eigener Schalthebel verklemmt war. 7101 war daraufhin sehr beeindruckt von Dampflokomotiven.
Während 199 wieder nach England geschickt wurde, überzeugten die Dampfloks den dicken Kontrolleur davon, 7101 zu behalten. Er wurde D3 nummeriert und bekam den Namen Bear, weil seine Motorgeräusche wie das Knurren eines Bären klingen. Durch den Namen fühlt er sich, als würde er wirklich dazugehören.
Bear arbeitet auf der Hauptstrecke und spring gelegentlich für Gordon und James' Schnellzüge und Henrys Schwertransporte ein.

#### Pip und Emma
Phillip und Emma sind die Triebköpfe eines InterCity 125 Triebzuges, die erstmals 1986 in Carlisle auf Gordon trafen und seinen Schnellzug zurück nach Tidmouth brachten. Beide blieben jedoch liegen und mussten von James und Douglas umhergeschleppt werden. Dadurch wurden die Dampfloks von Sodor mit ihnen vertraut und sie verstanden sich gut.
1995 beförderten sie den Prince of Wales zum 50. Jubiläum der Railway Series nach Tidmouth und erneut 2011 zum 100. Geburtstag von Wilbert Awdry. Dort kaufte Sir Topham Hatt den Triebzug, um sie für den Schnellzug des Wild Nor' Wester nach London einzusetzen.

### Waggons derNWR

#### Annie und Clarabel
Annie und Clarabel sind alte Drehgestell-Personenwagen, die Thomas 1925 zusammen mit seiner Nebenstrecke gegeben wurden. Sie sind für Wendezüge gebaut und Clarabel hat einen Abteil für den Schaffner.

#### Henrietta
Henrietta wurde seit der Zeit in East Anglia von Toby gezogen und von ihm mitgenommen, als er an die NWR ging. Sie diente dem dicken Kontrolleur als Privatwagen, als die Lokomotiven London besuchten.
Hauptsächlich befördert Henrietta die Steinbrucharbeiter nach Ffarquhar. Mit der Zeit wurden es jedoch so viele Arbeiter, dass sie sich teilweise auf ihre Balkone quetschen mussten, was, wie ein Polizist bemerkte, nicht erlaubt war. Das Kapazitäts-Problem wurde durch die Ankunft von Victoria gelöst.

#### Victoria
Victoria wurde 1882 gebaut und arbeitete mit ihrer Lok Albert und dem Waggon Helena auf einer Nebenstrecke der Furness Railway. Als sie nicht mehr gebraucht wurde, stellte man sie in Elsbridge auf Sodor ab, wo sie viele Jahre später von Thomas' Lokführer entdeckt wurde. Sie wurde restauriert und auf der Steinbruch-Straßenbahn eingesetzt, wo sie hauptsächlich von Toby, seltener von Thomas gezogen wird.

### Figuren der Skarloey Railway

#### Skarloey
Skarloey wurde mit seinem Zwilling Talyllyn 1864 von Fletcher, Jennings & Co. gebaut und kam im Mai 1865 als erste Lokomotive auf die neue Skarloey Railway. Die zunächst sehr hochmütige kleine Lokomotiven wurde 1867 noch einmal umgebaut und bekam Hinterräder und einen geschlossenen Führerstand.
Als die Sodor and Mainland Railway Lokomotiven benötigte, wurde Skarloey gelegentlich auf einen Konverter-Wagen gesetzt, der es der Schmalspurlokomotive ermöglichte, auf Normalspur-Gleisen zu fahren.
Mit über 150 Jahren ist Skarloey die älteste noch arbeitende Lokomotive auf der Insel Sodor.

#### Rheneas
Rheneas kam kurz nach Skarloey 1885 nach Sodor und die beiden Loks stritten sich für eine Weile. Auch er wurde gelegentlich umgebaut.
Um 1945 war die Eisenbahn in einem sehr schlechten Zustand und Rheneas musste den Betrieb trotz eines verklemmten Gestänges ganz alleine aufrechterhalten. 1952 wurde er endlich für eine Überholung nach England geschickt. Da es jedoch an Geld fehlte, verzögerten sich die Reparaturen.
Während Rheneas' Abwesenheit erzählte Skarloey den neuen Lokomotiven Sir Handel, Peter Sam und Duncan von Rheneas' Heldentat. Als dieser 1961 endlich fertig war, wurde die Gallant Old Engine von allen herzlich willkommen geheißen.

#### Sir Handel
Falcon wurde 1904 von Falcon Works in Loughborough für die Schmalspurbahn der Mid Sodor Railway gebaut. Dort sollte die hochnäsige blaue Tenderlok mit dem alten Duke und später mit dem neuen Stuart zusammenarbeiten.
Nachdem die Mid Sodor 1947 geschlossen worden war, wurden Falcon und Stuart an das Aluminiumwerk von Peel Godred verkauft. 1952 gingen sie für je £25 an Sir Handel Lloyd Brown und seine Skarloey Railway. Falcon wurde rot bemalt und Sir Handel getauft, nach dem Besitzer der Eisenbahn.
Auf der Skarloey Railway war Sir Handel weiterhin sehr unhöflich gegenüber den anderen Loks und den Personenwagen. Er spielte krank, um Peter Sam seine Arbeit machen zu lassen, entgleiste absichtlich und legte sich mit der Dampfwalze George an.
1982 half er auf der Talyllyn Railway aus, wo er einen Hochzeitszug zog und sich sein Auge verletzte, weshalb er eine Augenklappe tragen musste.

#### Peter Sam
Stuart kam 1920 zur Mid Sodor Railway, wo sich die kleine grüne Lok gelegentlich über Duke lustig machte, aber jedes Mal in ihre Schranken verwiesen wurde.
Gemeinsam mit Falcon kam Stuart erst in das Aluminiumwerk und dann an die Skarloey Railway, wo er rot bemalt und in Peter Sam umbenannt wurde, nach Mr. Peter Sam, dem Direktor der Skarloey Railway zu der Zeit.
Auf der Skarloey Railway verspäte sich Peter Sam eines Tages, woraufhin Henry damit drohte, nächstes Mal nicht auf ihn zu warten. Daraufhin fuhr Peter Sam beim nächsten Mal so früh los, dass er die Imbissfrau zurückließ.
Als Peter Sam 1958 für den „kranken“ Sir Handel einsprang, ereignete sich ein Unfall, der seinen Schornstein beschädigte. Im Winter 1961 fiel dieser schließlich komplett ab, sodass Peter Sam mit einem Giesl-Ejektor ausgestattet wurde. Mit diesem läuft Peter Sam um einiges besser und andere Lokomotiven beneiden ihn.
Der 100. Geburtstag von Skarloey und Rheneas stand bevor und die Aufregung in Peter Sam wuchs gewaltig, als ihn die Nachrichten erreichten, dass der Duke zur Feier erscheinen würde. Umso enttäuschter war er, als der Duke von Sodor die neue Strecke eröffnete und die Lokomotive Duke, mit der Peter Sam und Sir Handel Jahre zuvor gearbeitet hatten, nirgends zu sehen war. Peter Sams Duke wurde 1969 gefunden und zur Skarloey Railway gebracht.
Anfang der 1990er war Peter Sam für einige Jahre auf der Talyllyn Railway zu Besuch.

#### Rusty
Rusty ist eine kleine schwarze Diesellok, die für Infrastrukturarbeiten auf der Skarloey Railway zuständig ist. Er kam 1957 zur Bahn. Duncan war sehr unhöflich zu ihm, weshalb Rusty sich weigerte, ihm zu helfen, als dieser liegengeblieben war. Er entschied sich jedoch um, als ihm klarwurde, dass er dadurch Duncans Fahrgäste im Stich lassen würde.

#### Duncan
Duncan wurde 1928 in Schottland gebaut und arbeitete in einer Fabrik, was sein hohes Temperament und seine ständige Nutzung von Kraftausdrücken erklärt. 1958 kam er zur Skarloey Railway, um Sir Handel und Peter Sam zu unterstützen. Die arrogante Lokomotive fuhr gerne zu schnell über die kurvigen Gleise, was alle als Rock-n-Roll bezeichneten. Die daraus folgenden Unfälle brachten ihn jedoch auf den Boden der Tatsachen zurück und er vertrug sich sogar mit Rusty.
Dennoch meckerte Duncan viel, woraufhin Skarloey ihm schließlich die Geschichte erzählte, wie Rheneas ihre Eisenbahn gerettet hatte.
Gelegentlich besucht Duncan die Talyllyn Railway in Wales, zuletzt 2023 zur Awdry Extravaganza.

### Lokomotiven anderer Eisenbahnen

#### DeviousDiesel
Im Juni 1957 besuchte Diesel als erste Diesellokomotive die NWR und Duck sollte ihn herumführen. Diesel schmeichelte den großen Lokomotiven und ließ sich bei Duck darüber aus, dass Diesellokomotiven revolutionär seien. Duck wollte Diesel eine Lektion erteilen und ihm alte Wagen anhängen, die Diesel daraufhin zerstörte. Da Diesel die ganze Schuld zugeschrieben wurde, verbreitete er als Rache unhöfliche Spitznamen der großen Lokomotiven unter den Güterwagen und bat sie darum, zu behaupten, Duck hätte sich diese Namen ausgedacht. Die bereits von Ducks Great Western-Gerede genervten Lokomotiven glaubten dies und Duck wurde für eine Weile weggeschickt.

#### Stepney
Stepney war 1960 die erste Lokomotive, die von der Bluebell Railway gerettet wurde. 1962 besuchte er Sodor, wo er mit Duck rangierte, ein Rennen gegen das Auto Caroline fuhr und mit Duck zusammen den Schnellzug zog, als die Diesellok liegengeblieben war.

#### Flying Scotsman
The Flying Scotsman ist eine LNER A3 Pacific und damit Gordons einziger verbleibender Bruder. 1967 besuchte er Sodor, um Gordon wieder zu sehen. Scotsmans zwei Tender machten Henry neidisch, aber die meisten Lokomotiven freuten sich über seinen Besuch.

## Veröffentlichungen im deutschsprachigen Raum
In Deutschland wurden die ersten beiden Bücher 1981 in einem Buch, Wilbert Awdry’s Sprechende Eisenbahnen: Thomas die Tenderlok und andere Eisenbahngeschichten, von Josef Guggenmos übersetzt. Herausgegeben wurde es von Ravensburger Taschenbücher. Weiterhin erschienen 1987 die ersten vier Bücher in Schweizerdeutsch und hießen Die lustigen Dampflok-Bücher. Die einzelnen Bücher hatten die Titel Drei Dampfloks werden Freunde, Thomas die Dampflok, James mit dem roten Kleid und Neues von Thomas der Dampflok. In diesen von der Globi Verlag AG herausgegebenen Ausgaben wurde die Schreibweise von Edwards Namen zu Eduard umgeändert.
| Originaltitel                  | Deutscher Titel (1981)            | Schweizer Titel (1987)                    |
| ------------------------------ | --------------------------------- | ----------------------------------------- |
| Edward’s Day Out               | Edward hat Ausgang                | Eduards grosser Tag                       |
| Edward and Gordon              | Edward und Gordon                 |                                           |
| The Sad Story of Henry         | Von Henry, dem es schlecht erging | Die traurige Geschichte von der Lok Henry |
| Edward, Gordon and Henry       | Edward, Gordon und Henry          |                                           |
| Thomas and Gordon              | Thomas und Gordon                 | Thomas und Gordon                         |
| Thomas’ Train                  | Thomas zieht den Zug              |                                           |
| Thomas and the Trucks          | Thomas und die Güterwagen         |                                           |
| Thomas and the Breakdown Train | Thomas und der Pannenzug          |                                           |
| James and the Top-Hat          | -                                 |                                           |
| James and the Bootlace         | -                                 |                                           |
| Troublesome Trucks             | -                                 |                                           |
| James and the Express          | -                                 |                                           |
| Thomas and the Guard           | -                                 | Thomas und der Schaffner                  |
| Thomas Goes Fishing            | -                                 | Thomas geht angeln                        |
| Thomas, Terence and the Snow   | -                                 | Thomas, Terence und der Schnee            |
| Thomas and Bertie              | -                                 | Thomas und Bert                           |

## Sonstiges
Nahezu alle Geschichten basieren auf Ereignissen, die sich tatsächlich abgespielt haben, und alle vorkommenden Maschinen haben ein Gegenstück in der Realität. Das gilt auch für ganze in den Geschichten vorkommenden Eisenbahnen: Die Skarloey Railway basiert auf der Talyllyn Railway, die Culdee Fell Railway auf der Snowdon Mountain Railway und die Arlesdale Railway auf der Ravenglass and Eskdale Railway.
Awdrys J50-Modell von Thomas hatte die Buchstaben NW auf den Seitentanks. Awdry meinte zunächst, dies stände für No Where, später nannte er die Eisenbahn, auf der Thomas und seine Freunde arbeiteten, die North Western Railway.
In der Geschichte Henry's Sneeze aus Henry the Green Engine niest Henry einige Jungen mit Ruß an. In der Originalversion des Buches wurden diese Jungen daraufhin als „as black as niggers“ bezeichnet. Dies löste eine Debatte aus, über die 1972 in der National Press berichtet wurde. Awdry entschuldigte sich und änderte den Satz zu „as black as soot“.
In einigen Geschichten taucht Wilbert V. Awdry selbst auf, auch wenn er nicht namentlich erwähnt wird. Er ist die Figur des Thin Clergyman (deutsch: dünner Geistlicher), der ab Troublesome Engine hin und wieder erscheint. Dass hinter dieser Figur tatsächlich Wilbert V. Awdry steht und die Figur nicht nur als Scherz sein Aussehen hat, wird dadurch deutlich, dass der Thin Clergyman in den Geschichten als ihr Autor gilt. Später wird in einer von seinem Sohn Christopher Awdry geschriebenen Geschichte erwähnt, dass der Thin Clergyman 1997 verstorben sei, was dem Todesjahr von Wilbert V. Awdry entspricht. Ein guter Freund des Thin Clergyman ist der Fat Clergyman (deutsch: dicke Geistliche), welcher auf Wilberts Freund Rev. Edwin „Teddy“ Boston fußt. Dieser war ebenfalls Eisenbahnenthusiast und entsprach im Aussehen dem des Fat Clergyman in den Büchern.